# 橋田聡司
橋田 聡司（はしだ さとし、1981年12月20日 - ）は、京都府出身の元プロサッカー選手、サッカー指導者。現役時代のポジションはGK。元ユニバーシアード日本代表。

## 来歴
同志社大学時代にJFA・Jリーグ特別指定選手としてヴィッセル神戸に選手登録、2ndステージ第4節vs清水戦でベンチ入りを果たした。また、大学選抜としてユニバーシアード大邱大会にも選出されたが、正GKは塩田仁史が務め、予選リーグのみの出場に留まった。
大学卒業後、2004年に京都パープルサンガ入団。3月27日J2 第3節 対湘南戦でサブに入り、2005年11月19日 J2 第41節 対札幌戦でJリーグデビュー、その年の天皇杯4回戦 対大宮戦に出場し１点ビハインドのロスタイムに攻撃参加、コーナキックにヘッドで合わせるもゴールはならなかった。2006年シーズンオフに契約満了となりトライアウトを受けたが、チーム事情により再契約となった。しかし2007年は出場機会に恵まれずシーズンオフに契約満了。その後、トライアウトを受験し、カターレ富山へ入団した。
2008年富山でJ昇格を目指しJFLでのシーズンを戦う、2009年シーズンは、ホーム開幕戦などリーグ戦7試合、天皇杯1試合に出場。2010年シーズンはリーグ戦終盤の5試合に出場するも、シーズン終了後契約満了で富山を退団。
2011年より富山時代の恩師、副島博志監督から声がかかりザスパ草津へ完全移籍、プロ8年目のシーズンを迎えFC東京とのプレシーズンマッチで安定した守備を見せ、3月6日J2 第1節 対栃木戦 北関東ダービーで開幕スタメン出場を果たしたが、同年11月17日、契約満了により草津を退団することが発表された。
2011年シーズンをもって現役を引退し、2012年より古巣であるヴィッセル神戸のスクールコーチに就任した。2014年シーズンをもってスクールコーチを退任。

## 人物・評価
- 京都パープルサンガ/京都サンガF.C.在籍時は明るいキャラクターでファン感などでも活躍した。
- 体格がよく見た目は怖そうで、ふてぶてしく見えるが話すと気さくで笑顔がかわいい。
- コーチングや前線への鋭く正確なフィードが持ち味で攻撃への意識が高いゴールキーパー。熱いハートをもっており、たまにボールではなく人にいってしまうことがある。
- KBS京都の「サンガ@LOVE」にゲスト出演した時に、俺のほうがうまいとのろし (お笑いコンビ)に代わって後半のMCを務めた。
- ザスパ草津でのキャッチコピーは「紺碧の兄貴」

## 所属クラブ
アマチュア経歴
- 大和スポーツ少年団
- 1994年 - 1996年 京都パープルサンガJrユース
- 1997年 - 1999年 京都府立洛北高等学校
- 2000年 - 2003年 同志社大学
  - 2003年 ヴィッセル神戸 (特別指定選手)

プロ経歴
- 2004年 - 2007年 京都パープルサンガ/京都サンガF.C.
- 2008年 - 2010年 カターレ富山
- 2011年 ザスパ草津

## 個人成績
| 国内大会個人成績 | 国内大会個人成績 | 国内大会個人成績 | 国内大会個人成績 | 国内大会個人成績 | 国内大会個人成績 | 国内大会個人成績 | 国内大会個人成績 | 国内大会個人成績 | 国内大会個人成績 | 国内大会個人成績 | 国内大会個人成績 |
| 年度             | クラブ           | 背番号           | リーグ           | リーグ戦         | リーグ戦         | リーグ杯         | リーグ杯         | オープン杯       | オープン杯       | 期間通算         | 期間通算         |
| 年度             | クラブ           | 背番号           | リーグ           | 出場             | 得点             | 出場             | 得点             | 出場             | 得点             | 出場             | 得点             |
| 日本             | 日本             | 日本             | 日本             | リーグ戦         | リーグ戦         | リーグ杯         | リーグ杯         | 天皇杯           | 天皇杯           | 期間通算         | 期間通算         |
| ---------------- | ---------------- | ---------------- | ---------------- | ---------------- | ---------------- | ---------------- | ---------------- | ---------------- | ---------------- | ---------------- | ---------------- |
| 2004             | 京都             | 28               | J2               | 0                | 0                | -                | -                | 0                | 0                | 0                | 0                |
| 2005             | 京都             | 21               | J2               | 1                | 0                | -                | -                | 1                | 0                | 2                | 0                |
| 2006             | 京都             | 21               | J1               | 0                | 0                | 0                | 0                | 0                | 0                | 0                | 0                |
| 2007             | 京都             | 21               | J2               | 0                | 0                | -                | -                | 0                | 0                | 0                | 0                |
| 2008             | 富山             | 31               | JFL              | 4                | 0                | -                | -                | 0                | 0                | 4                | 0                |
| 2009             | 富山             | 31               | J2               | 7                | 0                | -                | -                | 1                | 0                | 8                | 0                |
| 2010             | 富山             | 31               | J2               | 5                | 0                | -                | -                | 0                | 0                | 5                | 0                |
| 2011             | 草津             | 21               | J2               | 5                | 0                | -                | -                | 1                | 0                | 6                | 0                |
| 通算             | 日本             | 日本             | J1               | 0                | 0                | 0                | 0                | 0                | 0                | 0                | 0                |
| 通算             | 日本             | 日本             | J2               | 18               | 0                | -                | -                | 3                | 0                | 21               | 0                |
| 通算             | 日本             | 日本             | JFL              | 4                | 0                | -                | -                | 0                | 0                | 4                | 0                |
| 総通算           | 総通算           | 総通算           | 総通算           | 22               | 0                | 0                | 0                | 3                | 0                | 25               | 0                |

- 2003年は特別指定選手。
- Jリーグ初出場 - 2005年11月19日 J2 第41節 対コンサドーレ札幌戦 (札幌ドーム)

## 代表歴
- 2002年　全日本大学選抜
- 2003年　全日本大学選抜
- 2003年　ユニバーシアード(サッカー競技)日本代表

第22回(2003年)大邱(韓国) 大会出場 (優勝)

## 指導歴
- 2012年 - 2014年 ヴィッセル神戸 スクールコーチ

## TV・ラジオ出演
- サンガ@LOVE (2006年度放送-KBS京都)
- 南まりかのオーレ! ザスパDX (2011年度放送-エフエム群馬)